# Tonči Petrasov Marović
Tonči Petrasov Marović (Mravince, 29. listopada 1934. – Split, 22. travnja 1991.), hrvatski književnik.
Pisao je poeziju, kratke priče, drame, kritike, te bio urednikom u splitskom Logosu i u Mogućnostima. Djelovao je u razdoblju "krugovaša" i "razlogovaca" ali nije pripadao nijednoj književnoj grupaciji; kao pjesnik, dramatičar i prozaik raznovrstan je i samosvojan. 

## Životopis
Marović je završio klasičnu gimnaziju i Pedagošku akademiju u Splitu, a radio je kao urednik u RTV centru Split. Za vrijeme Drugog svjetskog rata, u samoigri, ozlijedio se ručnom granatom; kasnije više puta ozbiljno pobolijevao.
Petras je nadimak književnikovog djeda Petra, čiju je izvedenicu Petrasov, književnik stavio u svoje ime i prezime. Marović je prvi hrvatski pjesnik koji je objavio haiku i waka poeziju. Godine 1961. u književnom časopisu Mogućnosti br. 6, tiskano mu je 13 haiku pjesama iz neobjavljene zbirke 101 haiku.
Iza sebe je ostavio brojne radove, od kojih je jedan dio razasut po časopisima.  Najpoznatije su mu drame Antigona, kraljica u Tebi (koja je bila prikazivana 1981.  a potom 2005. na Splitskom ljetu, u režiji Matka Raguža i sa Zojom Odak u glavnoj ulozi) te Temistoklo. Odabrana djela Tonča Petrasova Marovića, koja uključuju njegovu poeziju, prozu i dramu,  objavljena su u Splitu 1992., u nakladi splitskoga Književnog kruga.

## Djela
- Knjiga vode (pjesme i poeme) Split, 1956.
- Asfaltirano nebo (tri poeme), Split, 1958.
- Riječ u zemlji (poema koju je pjesnik tiskao u vlastitoj nakladi) 1963.
- Putanje (poema), 1967.
- Ciklus o cilju (pjesme), Split, 1968.
- Ljudski kusur (roman), 1969.
- Premještanja (pjesme i poeme), Zagreb, 1972.
- Ča triba govorit (pjesme za djecu), 1975.
- Hembra (poema), 1976.
- Eros i Anter (pjesničko-grafička mapa u suradnji s M. Trebotićem), 1976.
- Demokritov kruh (kratke priče i drama Zimski prostor koja je izvedena 1975.) 1978.
- Suprotiva (izabrane pjesme i poeme), Zagreb, 1981.
- Antigona, kraljica u Tebi (drama, izvedena 1981.) 1981.
- Lastavica od 1000 ljeta, (roman) Zagreb, 1982.
- Osamnica, (pjesme) Zagreb, 1984.
- Temistoklo (drama) Split, 1984.
- Isolamento,(izbor iz poezije na talijanskom jeziku)  Modena 1986.
- Moći ne govoriti,(pjesme) Zagreb 1988.
- Smokva koju je Isus prokleo (pjesme) 1989.
- Oče naš (pjesme s grafikama Ivana Lackovića Croate) 1990.

### Postumna djela
- Job u bolnici (pjesme) 1992.
- Odabrana djela I i II (pjesme i proza) 1992.
- Sram i strah (roman) 2011.

Njegova djela je u svojoj antologiji Żywe źródła iz 1996. s hrvatskog na poljski prevela poljska književnica i prevoditeljica Łucja Danielewska.
Odabrana djela izišla su mu u Splitu 1992. Drama "Zimski prostor" emitirana mu je na Radio-Zagrebu i Radio-Ljubljani, a zatim scenski izvedena u podrumima Dioklecijanove palače, u sklopu Splitskog ljeta 1975. godine. Apokrifna tragedija u šest slika s međuigrom i epilogom, "Antigona, kraljica u Tebi" praizvedena je u Hrvatskom narodnom kazalištu u Splitu, 19. siječnja 1981., zatim prikazana na Sterijinom pozorju u Novom Sadu, 6. lipnja 1981. te je napokon snimka predstave emitirana na Televiziji Zagreb, 23. prosinca 1981. godine.